# Jun’ichi Mori
Jun’ichi Mori (japanisch 森 純一 Mori Jun’ichi; * 8. Juni 1971 in der Präfektur Kagoshima) ist ein ehemaliger japanischer Fußballspieler.

## Karriere
Mori erlernte das Fußballspielen in der Universitätsmannschaft der Universität Fukuoka. Mori begann seine Karriere 1994 beim Zweitligisten PJM Futures (Sagan Tosu). 1994, 1995 und 1996 wurde er mit dem Verein 4. Platz. 1997 beendete er seine Karriere als Fußballspieler.